# Kacha
Kacha (en ruso: Кача, en ucraniano: Кача, en tártaro de Crimea: Qaçı) es un pueblo de Crimea. Administrativamente, Kacha está subordinado al municipio de Sebastopol, que no constituye parte de la República de Crimea de Rusia o República Autónoma de Crimea de Ucrania. Pertenece al raión de Nakhimov. Su soberanía está discutida por Rusia, ya que la mayoría de los países de la ONU no reconoce el referéndum de 2014 sobre su anexión a Rusia.

## Despliegue militar
Existe una base aérea en Kacha utilizada por Rusia y su Fuerza Aérea Naval de la Flota del Mar Negro, el 872º Regimiento Independiente Antisubmarino de Helicópteros (que posee Ka-27) y el 917º Regimiento Aéreo Independiente Compuesto (que posee An-2, An-12, An-26, Be-12, Mi-8).
El asteroide (2760) Kacha lleva el nombre de la localidad, ya que aquí se encuentra instalada una base de entrenamiento de astronautas.